# Chanal (kommun)
Chanal är en kommun i Mexiko.   Den ligger i delstaten Chiapas, i den sydöstra delen av landet, 800 km öster om huvudstaden Mexico City. Antalet invånare är 6 297. Arean är 296 kvadratkilometer.
Terrängen i Chanal är lite bergig.
Följande samhällen finns i Chanal:
- Chanal
- Chanalito
- La Ventana
- Sakchilbate
- San José Tzibalché